# Thecla ambrax
Thecla ambrax är en fjärilsart som beskrevs av John Obadiah Westwood 1851. Thecla ambrax ingår i släktet Thecla och familjen juvelvingar. Inga underarter finns listade i Catalogue of Life.